# Nikos Economópulos
Nicos Economópulos (griego: Νίκος Οικονομόπουλος) es un cantante de folk moderno (μοντέρνο λαϊκό). Surgió del programa de Talentos "Dream Show-the Music 2", del cual fue vencedor. Ha colaborado con artistas tales como Stamátis Gonídis y Níkos Makrópulos, además de Anna Vissi en su gira de conciertos por África. 

## Biografía
Nació en Patras en 1984. Al dejar su ciudad a los 17 años, viajó y cantó por diversas ciudades del Peloponeso y en el norte griego. Fue en diciembre de 2006 cuando ganó el reality de la cadena ALPHA "Dream Show".
El primer sencillo de su carrera fue lanzado al mercado en noviembre de 2007 titulado "Primer Amor" (Πρώτη αγάπη). Dentro de sus éxitos se destacan  Δεν είσαι ενταξει (No estás bien), "Όλα για σένα" (Todo por ti), "Κοίτα να μαθαίνεις" (mira y aprende), "Δυο Σπασμένα Ποτήρια" (dos cristales rotos) και "Αυτό το αστέρι"(Hasta las estrellas). En 2008 ganó el premio por el mejor artista revelación en los MAD Video Music Awards, publica su álbum "Και μη γυρίζεις" (Y no regreses) con el sello discográfico SONY MUSIC GREECE y el segundo álbum completo Άκουσα... (He oído...). En 2009 recibe su segundo premio en la misma compañía, esta vez por el Mejor videoclip - Folk contemporáneo.

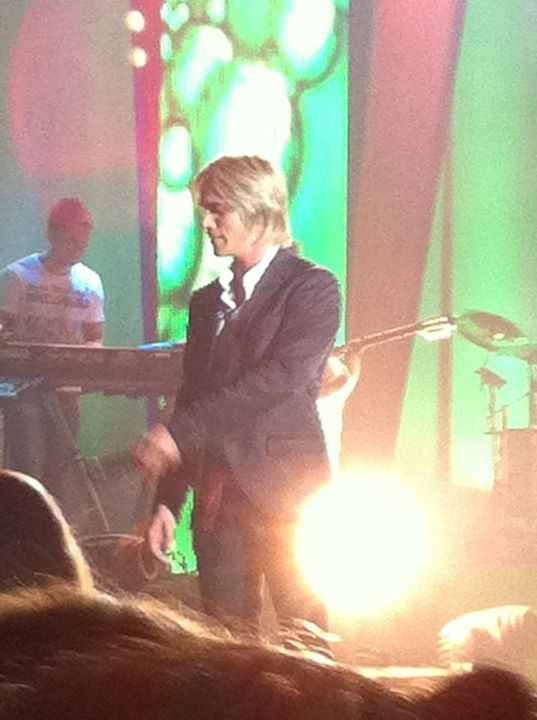
Concierto en el Thea Nightclub, Atenas 2011

## Discografía
- 2007: Μάτια μου (Mis ojos) sencillo
- 2007: Πρώτη αγάπη (Primer amor)
- 2008: Και μη γυρίζεις (Y no regreses) maxisencillo
- 2008: Ακουσα... (He oído)
- 2009: Κατάθεση Ψυχής (Mente fuerte)
- 2010: Δώρο για σένα (Regalo para ti)
- 2011: Θα είμαι εδώ (Aquí estaré)
- 2012: Εννοείται (Quiero decir)